# Dorcadion johannisfranci
Dorcadion johannisfranci là một loài bọ cánh cứng trong họ Cerambycidae.